# Johannes von Goes
Johannes von Goes (ur. 10 lutego 1612 w Brukseli, zm. 19 października 1696 w Rzymie) – flamandzki kardynał.

## Życiorys
Urodziłsię 10 lutego 1612 roku w Brukseli. W młodości zaciągnął się na służbę na dworze cesarskim Leopolda I, a po bitwie pod Szentgotthárdem wstąpił do stanu duchownego. 5 października 1675 roku został wybrany biskupem Gurk, a wkrótce potem przyjął święcenia kapłańskie. Jego nominacja został potwierdzona 16 stycznia kolejnego roku, a 2 lutego przyjął sakrę. Był reprezentantem cesarza podczas negocjowania traktatów z Nijmegen. 2 września 1686 roku został kreowany kardynałem prezbiterem i otrzymał kościół tytularny San Pietro in Montorio. Jednocześnie został mianowany ambasadorem Arcyksięstwa Austriackiego przy Stolicy Piotrowej. Zmarł 19 października 1696 roku w Rzymie.